# Baie d'Alger
La baie d'Alger est la baie autour de laquelle s'étend Alger, la capitale de l'Algérie.
L'amiral Ernest Mouchez ancien directeur de l'observatoire de Paris avait déclaré que seule la baie de Rio de janeiro pouvait être comparée à la beauté du panorama de la baie d'Alger.

## Géographie

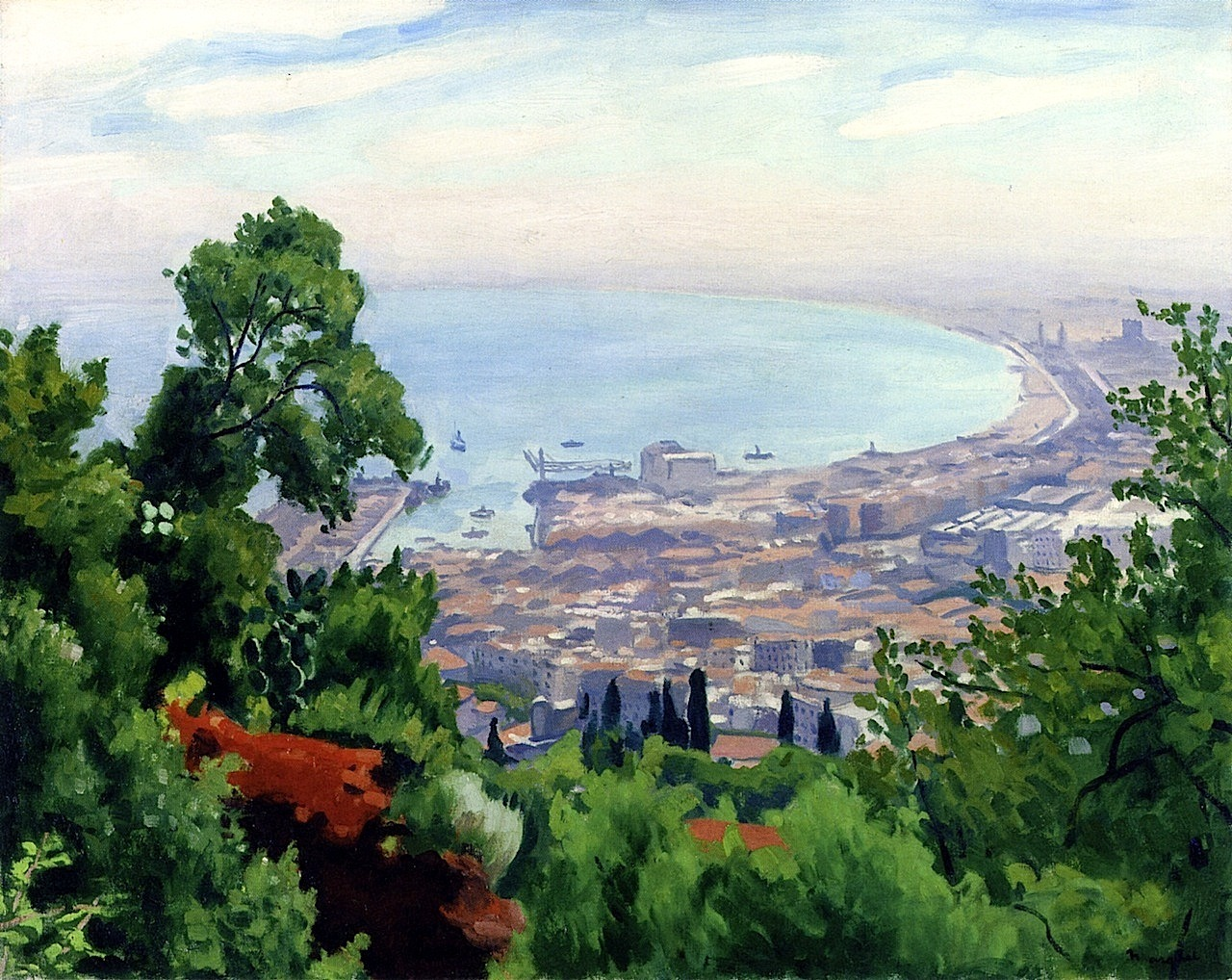
La baie d'Alger, huile sur toile, 65,5 × 81 cm, 1932, Albert Marquet, collection privée

La baie d'Alger présente une indentation creusée dans le rivage entre le  cap matifou (ville de Bordj El Bahri) à l'est et le cap caxine (ville de Baïnem) à l'ouest. Elle a la forme d'un demi-cercle presque parfait. La surface qui se trouve entre la ligne d'environ 15,27 km qui joint les deux caps et le contour périphérique de 42,46 km est de 98,8 km2. Sa configuration géographique est presque insulaire, elle est composée d'une terre plate centrale et d'une bande côtière entourée d'une chaîne de montagnes et de collines.